# Марк Етц
Марк Етц (нім. Mark Etz; 30 грудня 1980, Мангейм, Баден-Вюртемберг, Німеччина) — німецький хокеїст, лівий нападник. Син хокеїста Йорґа Етца.

## Ігрова кар'єра
Марк вихованець клубу «Адлер Мангейм» у сім років його до школи клубу, привів батько, сам в минулому гравець «орлів». В сезоні 1998/99 дебютував у основному складі «орлів» в Німецькій хокейній лізі. У складі рідного клубу здобув титул чемпіона Німеччини у 2001 році. Після чемпіонського сезону в складі «Адлер Мангейм», перейшов до Швеннінгер Вайлд Вінгс. Сезон 2003/04 провів у складі «Франкфурт Ліонс» та вдруге завоював титул чемпіона Німеччини, відігравши один сезон за «Ізерлон Рустерс», надалі виступав за аматорський клуб «Маннхаймер ЕРК» у лізі Баден-Вюртемберг.
У 2009 році припинив виступати і на аматорському рівні.

## Нагороди та досягнення
- Чемпіон Німеччини у складі «Адлер Мангейм» — 1998/99.
- Чемпіон Німеччини у складі «Франкфурт Ліонс» —  2003/04.

## Статистика
| Сезон     | Клуб                   | Ліга                  | Регулярна першість | Регулярна першість | Регулярна першість | Регулярна першість | Регулярна першість | Плей-оф | Плей-оф | Плей-оф | Плей-оф | Плей-оф |
| Сезон     | Клуб                   | Ліга                  | І                  | Г                  | П                  | О                  | ШХ                 | І       | Г       | П       | О       | ШХ      |
| --------- | ---------------------- | --------------------- | ------------------ | ------------------ | ------------------ | ------------------ | ------------------ | ------- | ------- | ------- | ------- | ------- |
| 1998/99   | «Адлер Мангейм»        | DEL                   | 2                  | 0                  | 0                  | 0                  | 0                  | –       | –       | –       | –       | –       |
| 1999/00   | Юніори Мангейму        | Оберліга              | 47                 | 12                 | 25                 | 37                 | 53                 | –       | –       | –       | –       | –       |
| 2000/01   | «Адлер Мангейм»        | DEL                   | 42                 | 0                  | 1                  | 1                  | 2                  | 6       | 0       | 0       | 0       | 0       |
| 2000/01   | Юніори Мангейму        | Регіональна ліга      | 9                  | 1                  | 2                  | 3                  | 40                 | –       | –       | –       | –       | –       |
| 2001/02   | Швеннінгер Вайлд Вінгс | DEL                   | 59                 | 0                  | 3                  | 3                  | 10                 | 5       | 0       | 1       | 1       | 0       |
| 2002/03   | Швеннінгер Вайлд Вінгс | DEL                   | 50                 | 3                  | 1                  | 4                  | 18                 | 6       | 1       | 0       | 1       | 6       |
| 2002/03   | «Бад-Наухайм»          | 2 Бундесліга          | –                  | –                  | –                  | –                  | –                  | 5       | 1       | 1       | 2       | 0       |
| 2003/04   | «Франкфурт Ліонс»      | DEL                   | 52                 | 3                  | 6                  | 9                  | 18                 | 15      | 0       | 1       | 1       | 10      |
| 2004/05   | «Ізерлон Рустерс»      | DEL                   | 51                 | 6                  | 7                  | 13                 | 39                 | –       | –       | –       | –       | –       |
| 2005/06   | «Ізерлон Рустерс»      | DEL                   | 7                  | 1                  | 1                  | 2                  | 0                  | –       | –       | –       | –       | –       |
| 2005/06   | Маннхаймер ЕРК         | Ліга Баден-Вюртемберг | 13                 | 21                 | 23                 | 44                 | 48                 | –       | –       | –       | –       | –       |
| 2006/07   | Маннхаймер ЕРК         | Ліга Баден-Вюртемберг | 30                 | 46                 | 34                 | 80                 | 46                 | –       | –       | –       | –       | –       |
| 2007/08   | Маннхаймер ЕРК         | Ліга Баден-Вюртемберг | 14                 | 12                 | 16                 | 28                 | 65                 | –       | –       | –       | –       | –       |
| 2008/09   | Маннхаймер ЕРК         | Ліга Баден-Вюртемберг | –                  | –                  | –                  | –                  | –                  | 8       | 22      | 19      | 41      | 8       |
| DEL разом | DEL разом              | DEL разом             | 253                | 13                 | 19                 | 32                 | 87                 | 32      | 1       | 2       | 3       | 16      |